# Ching Shih

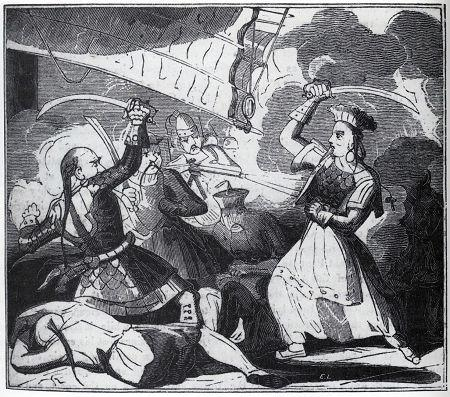
Ching Shih

Madame Ching of Ching Shih (1775–1844) was een beroemde vrouwelijke piraat tijdens de Qing-dynastie in China. Ze was mogelijk de machtigste vrouw van China in haar tijd, en een van de machtigste piraten die ooit heeft geleefd.
Haar naam luidt in vereenvoudigd Chinees: 郑氏; in traditioneel Chinees: 鄭氏; in pinyin: Zhèng Shì; en in het Kantonees: Jihng Sih; "weduwe van Zheng". Zij is ook bekend als Cheng I Sao (vereenvoudigd Chinees: 郑一嫂; traditioneel Chinees: 鄭一嫂; pinyin: Zhèng Yī Sǎo; Kantonees: Jihng Yāt Sóu; "vrouw van Zheng Yi").
Madame Ching terroriseerde de Chinese Zee in het begin van de 19de eeuw. Op haar hoogtepunt commandeerde ze meer dan 400 jonken met een bemanning van 70.000 tot 80.000 piraten met bijna volledige controle over haar provincie. Ze kwam in conflict met de Britse, Portugese en de Chinese machthebbers van de Qing-dynastie, waar ze destijds een meerderheid van 3 tot 1 over had. Ze is een van de weinige piraten die zich terugtrok uit de piraterij en met pensioen kon gaan.
Ching Shih komt voor in verschillende boeken, films en computerspellen in Azië.

## Beginjaren
Ching Shih werd in 1775 geboren als Shi Xianggu (Chinees: 石香姑; Jyutping: sek6 heong1 gu1, IPA: [sɛk˨ hœŋ˥ ku˥]) in Guangdong. Ze was een Cantonese prostituee die in een klein bordeel in Guangzhou werkte, maar werd gevangengenomen door piraten. In 1801 vond Ching Shih haar uitweg van de prostitutie, ze trouwde ze met Cheng I, een bekende piraat.  Hiervoor had Ching Shih twee voorwaarden: Ching Shih zou controle krijgen over 50 procent van Cheng I zijn Vloot van de Rode Vlag, en Cheng I zou al zijn plunderingen en opbrengsten moeten splitsen met Ching Shih.
Cheng I was lid van een familie van succesvolle piraten die hun criminele carrière begonnen in het midden van de 17de eeuw. Na zijn huwelijk met Ching Shih, "die volledig meewerkte aan zijn piraterij", heeft uiteindelijk zoveel macht gecreëerd dat dit zelfs de internationale handel heeft bedreigt. Cheng I militaire pressie en zette zijn reputatie in om een coalitie te smeden met andere Kantonese piraten. Rond 1804 was de coalitie een van de sterkste piratenvloten in heel China, bekend als de "Vloot van de Rode Vlag".

## Opkomst als piratenleider
Op 16 november 1807 stierf Cheng I in Vietnam. Ching Shih begon onmiddellijk haar leiderspositie te consolideren, en begon dit door de kapiteinen van de vloot bijeen te roepen en haar bekendste uitspraak te doen “Onder het leiderschap van een man hebben jullie allemaal gekozen om te vluchten. We zullen zien hoe jullie jezelf bewijzen onder de hand van een vrouw.” om hen te wijzen aan de loyaliteit die ze hadden beloofd aan haar man. Ze onderhield nauwe relaties met haar concurrenten met het doel haar leiderschap te legitimeren en haar gezag te versterken. Om conflicten met rivalen voor te zijn zocht ze hulp bij de belangrijkste leden van de familie van haar man, namelijk zijn neef Cheng Pao-yang en de zoon van een andere neef, Cheng Ch’i.
Omdat de Vloot van de Rode Vlag te groot was om alleen het bevel te voeren, had Ching Shih iemand nodig om haar te assisteren in de dagelijkse operaties van de vloot. Deze persoon moest haar loyaal blijven en geaccepteerd worden door ondergeschikte piraten. Ze besloot dat Cheung Po Tsai de perfecte kandidaat was. Hij was de zoon van een visser en werd onder dwang geronseld als piraat toen hij 15 jaar oud was. Nadat hij gevangen was genomen door Cheng I, klom Cheung snel op in de rangen; uiteindelijk adopteerde Cheng I hem als zoon en erfgenaam.
Ching Shih bestendigde haar samenwerking met Cheung Po Tsai door een relatie met hem te beginnen. Uiteindelijk trouwden ze; op 38-jarige leeftijd kreeg ze een zoon met hem. Cheung Po Tsai stierf op 36-jarige leeftijd door onbekende oorzaak.

## De piratencode
Nadat ze de leiding had genomen over de Vloot van de Rode Vlag, stelde Ching Shih een lijst van wetten op die de vloot samen moest houden. Deze regels hielpen de machtsstructuren te onderhouden en gestructureerde werkwijze te creëren. De code zorgde daarnaast ook voor koelbloedigheid bij een aanval, wanhoop bij verdediging en onbuigzaamheid zelfs wanneer men in de minderheid is.] De code was zeer strikt en werd ook strikt gehandhaafd
- De eerste regel was: wie eigen orders geeft (d.w.z. orders die niet door Ching Shih waren uitgevaardigd) of wie de orders van superieuren niet uitvoert, wordt onthoofd.
- Ten tweede: niemand mag stelen van de gezamenlijke buit, noch van dorpelingen die de piraten bevoorraden.[7]
- Ten derde: alles wat tot de buit behoort, moet aan de superieur gegeven worden die het vervolgens eerlijk verdeelt onder de bemanning. Wie dit negeert, wordt ernstig geslagen, bij een tweede keer word je gedood.
- Ten vierde: contant geld wordt ingeleverd bij de leider van de roofexpeditie; een klein deel is voor de persoon die het geroofd heeft; de rest wordt ingezet voor de aanschaf van voorraden.[7][9]
- Ten vijfde: niemand mag zijn post verlaten, doe je dit wel, worden je oren eraf gesneden, bij een tweede keer word je gedood.[5]

### Ten aanzien van vrouwen
Ching Shihs gedragscode had bijzondere regels voor vrouwelijke gevangenen.
- Niemand mag vrouwelijke gevangenen verkrachten. Doe je dit wel, word je onthoofd.
- Niemand mag seks hebben met een vrouwelijke gevangenen, zonder toestemming. Wordt dit wel gedaan, word je onthoofd, en de vrouw zelf werd overboord gegooid met kanonskogels aan haar benen.[6][9][12]
- Als je consensuele seks wilt met een vrouw, moet je met haar trouwen.[13] Je moet trouw blijven aan je vrouw en haar goed behandelen, of je wordt onthoofd.

Het was gebruikelijk alle vrouwen vrij te laten, maar ooggetuige J.J. Turner zag dat piraten vaak de mooiste vrouwelijke gevangen als concubine of vrouw namen. Vrouwen die men niet aantrekkelijk genoeg vond, werden vrijgelaten; andere werden vastgehouden voor losgeld. Ook in deze gevallen moesten de regels van Ching Shih worden nageleefd.
Deze regels voor vrouwen zijn waarschijnlijk zo opgemaakt door Ching Shihs ervaringen als prostituee, waardoor ze gezien kan worden als een proto-feminist en advocaat voor vrouwen hun recht over hun lichaam.

## Carrière
De Vloot van de Rode Vlag had onder het bevel van Ching Shih zeggenschap over veel kustdorpen; in sommige gevallen hief ze belastingen. Ze beroofde dorpen, markten en steden van Macau tot Kanton.
De vloot bleef onverslagen door de Qing-dynastie, de Britse of de Portugese marine. Maar in 1810 werd er amnestiegegeven aan piraten en Ching Shih maakte hier gretig gebruik van. Ze eindigde haar piraten carrière datzelfde jaar en accepteerde het amnestievoorstel van de Chinese overheid. Ze hield de bemachtigde buit en openende een gokhuis. Dit was zeer ongebruikelijk, omdat de meeste bekende piraten in zo’n situatie gevangengenomen werden, of stierven. Haar pensioen verliep rustig, maar Ching Shih maakte een korte terugkomst in de strijd toen ze adviseur werd van de keizerlijke marine tijdens de Eerste Opiumoorlog in 1839.
Ching Shih stierf in 1844, op 69-jarige leeftijd in Macao.

## Ching Shih in boeken en films
Een deels fictionele beschrijving van Ching Shihs piraterij verscheen in Jorge Luis Borges' korte verhaal The Widow Ching, Lady Pirate (1954), waarin ze beschreven wordt als "een vrouwelijke piraat in Aziatische wateren, van de Gele Zee tot de rivieren van de Annam-kust". Na haar overgave en pardon leefde ze de rest van haar leven als opiumsmokkelaarster. Borges duidde het boek The History of Piracy (Philip Gosse, 1932) aan als bron van het verhaal.
In 2003 maakte Ermanno Olmi de film Singing Behind Screens, losjes gebaseerd op Borges' versie van het verhaal, hoewel copyrightproblemen ervoor zorgden dat de naam van de Argentijnse schrijver niet in de aftiteling verscheen.
Afterlife, een striproman uit 2006, beeldt Ching Shih af als een beschermster die tegen demonen vecht om de inwoners van de onderwereld te beschermen.
De stripreeks Shi Xiu van Nicolas Meylaender en Wu Qing Song is gebaseerd op Ching Shih.
In The Wake of the Lorelei Lee (het achtste boek uit de Bloody Jack-serie van L.A. Meyer) is Jacky gevangengenomen door Ching Shih en maakt zo'n indruk op haar dat ze een tatoeage van een draak op de achterkant van haar nek krijgt die aangeeft dat ze onder Shihs bescherming staat.
In de film Pirates of the Caribbean: At World's End (2007) wordt Ching Shih voorgesteld als een belangrijke piratenleider met de naam "Meesteres Ching". Ze is een van de 9 Pirate Lords (piratenkoningen). Dit maakt haar een van de weinige vrouwelijke piraten in de franchise, en samen met Elizabeth Swann de enige vrouwelijke piratenkoningen.
Poppenspelers van het Theater van Toronto, Canada, hebben twee verschillende producties gebaseerd op Ching Shihs leven op de planken gebracht. De eerste versie was een co-productie met het Centrum voor poppenspeelkunst van Atlanta, gedirigeerd door Jon Ludwig in 2000. De tweede versie, gedirigeerd door Mark Cassidy werd getoond op Toronto's Tarragon Theatre Extra Space in 2002.
In de jaren 1990 had het Treasure Island Hotel and Casino in Las Vegas een Chinees restaurant vernoemd naar Ching Shih: Madame Ching's. Dit restaurant is echter niet meer in gebruik.
In het Hong Kongse televisiedrama Captain of Destiny (2015) speelt Maggie Shiu Mei-Kei een personage dat gebaseerd is op Ching Shih.
Red Flag is een serie die over Ching Shih gaat. Maggie Q en François Arnaud spelen erin mee.